# Philippe Bonnecarrère
Pour les articles homonymes, voir Bonnecarrere.
Vous pouvez aider à l'améliorer ou bien discuter des problèmes sur sa page de discussion.
- Il ne cite pas suffisamment ses sources. Vous pouvez indiquer les passages à sourcer avec {{référence nécessaire}} ou {{Référence souhaitée}}, et inclure les références utiles en les liant aux notes de bas de page. (Marqué depuis avril 2024)
- Certaines informations devraient être mieux reliées aux sources mentionnées dans la bibliographie ou les liens externes. Améliorez sa vérifiabilité en les associant par des références. (Marqué depuis avril 2024)
- Il ne s’appuie pas, ou pas assez, sur des sources secondaires ou tertiaires. (Marqué depuis avril 2024)

- Archive Wikiwix
- Bing
- Cairn
- DuckDuckGo
- E. Universalis
- Gallica
- Google
- G. Books
- G. News
- G. Scholar
- Persée
- Qwant
- (zh) Baidu
- (ru) Yandex
- (wd) trouver des œuvres sur Wikidata

Philippe Bonnecarrère, né le 12 juillet 1955 à Toulouse (Haute-Garonne), est un homme politique français. Il est élu député de la 1re circonscription du Tarn lors des élections législatives de 2024, siégeant parmi les non-inscrits à l'Assemblée nationale. Il est de sensibilité politique de centre-droit, ayant été auparavant député de la 2e circonscription du Tarn de 1993 à 1997 au sein du groupe RPR.
Avocat de profession, il occupe en outre les fonctions de maire d'Albi de 1995 à 2014, et de sénateur du Tarn de son élection en 2014 à sa démission en 2024, pour son retour à l'Assemblée nationale (après son élection sur la 1ère circonscription). 

## Biographie
Philippe Bonnecarrère commence sa carrière politique lorsqu'il est élu conseiller général du Tarn, sur le canton d'Albi-Sud en 1985. Il conserve ce mandat jusqu'au 26 juin 1995 lorsqu'il démissionne car élu maire d'Albi. En 1998, il est à nouveau élu conseiller général mais cette fois-ci sur le canton d'Albi-Est (qui succède aux cantons d'Albi-Sud et Albi-Centre). Il est réélu sur ce canton en 2001, au second tour déjà face à Frédéric Cabrolier. Il occupe ce mandat de conseiller général jusqu'aux élections cantonales de 2008 auxquelles il ne se représente pas.
Élu pour la première fois conseiller régional en 1988, Philippe Bonnecarrère est investi par le RPR pour porter les couleurs de la coalition électorale UPF dans le Tarn lors des élections régionales de 1992 en Midi-Pyrénées (Occitanie). Avec 24,90 %, il obtiendra 4 élus. En 2015, il est investi comme chef de file de l'UDI (centre-droit) pour les élections régionales de la nouvelle région Occitanie.
En 1988, Philippe Bonnecarrère est candidat aux élections législatives sur la deuxième circonscription du Tarn. Il est battu au second tour par le candidat socialiste gaillacois Charles Pistre qui réalise 53,12 %. Cinq ans plus tard, en 1993, Philippe Bonnecarrère bat à son tour le député (socialiste) sortant avec 55,53 % des voix. Puis il perd la circonscription au profit de Thierry Carcenac qui réalise 52,25 % des voix en 1997.
En parallèle de son mandat de maire d'Albi (jusqu'en 2014), Philippe Bonnecarrère a occupé de 2005 à 2017 le poste de président de la Communauté d'agglomération de l'Albigeois (C2A)
Bien que n'étant plus maire, Philippe Bonnecarrère reste conseiller municipal d'Albi jusqu'en 2018, et siège dans la majorité municipale jusqu'à ce qu'il démissionne à la suite d'un désaccord avec la maire qui lui avait succédé, Stéphanie Guiraud-Chaumeil.
Philippe Bonnecarrère est élu sénateur du Tarn en 2014 et réélu en 2020. Il est frappé par l'interdiction de cumuler les mandats de parlementaires avec la présidence d'un exécutif local. Stéphanie Guiraud-Chaumeil lui succède à la présidence de la communauté d'agglomération de l'albigeois en 2017.
Le 8 juillet 2024, il retrouve les bancs de l'Assemblée nationale en devenant député de la première circonscription du Tarn, en battant au second tour le député sortant (RN) Frédéric Cabrolier avec 56,23 % des voix. Dans la foulée il démissionne de son mandat de sénateur.

## Mandats en cours
Philippe Bonnecarrère est actuellement (et depuis le 8 juillet 2024) député de la première circonscription du Tarn.

## Décoration et titre
- Chevalier de la Légion d'honneur depuis le 1er janvier 2004[réf. souhaitée]